# Metopa

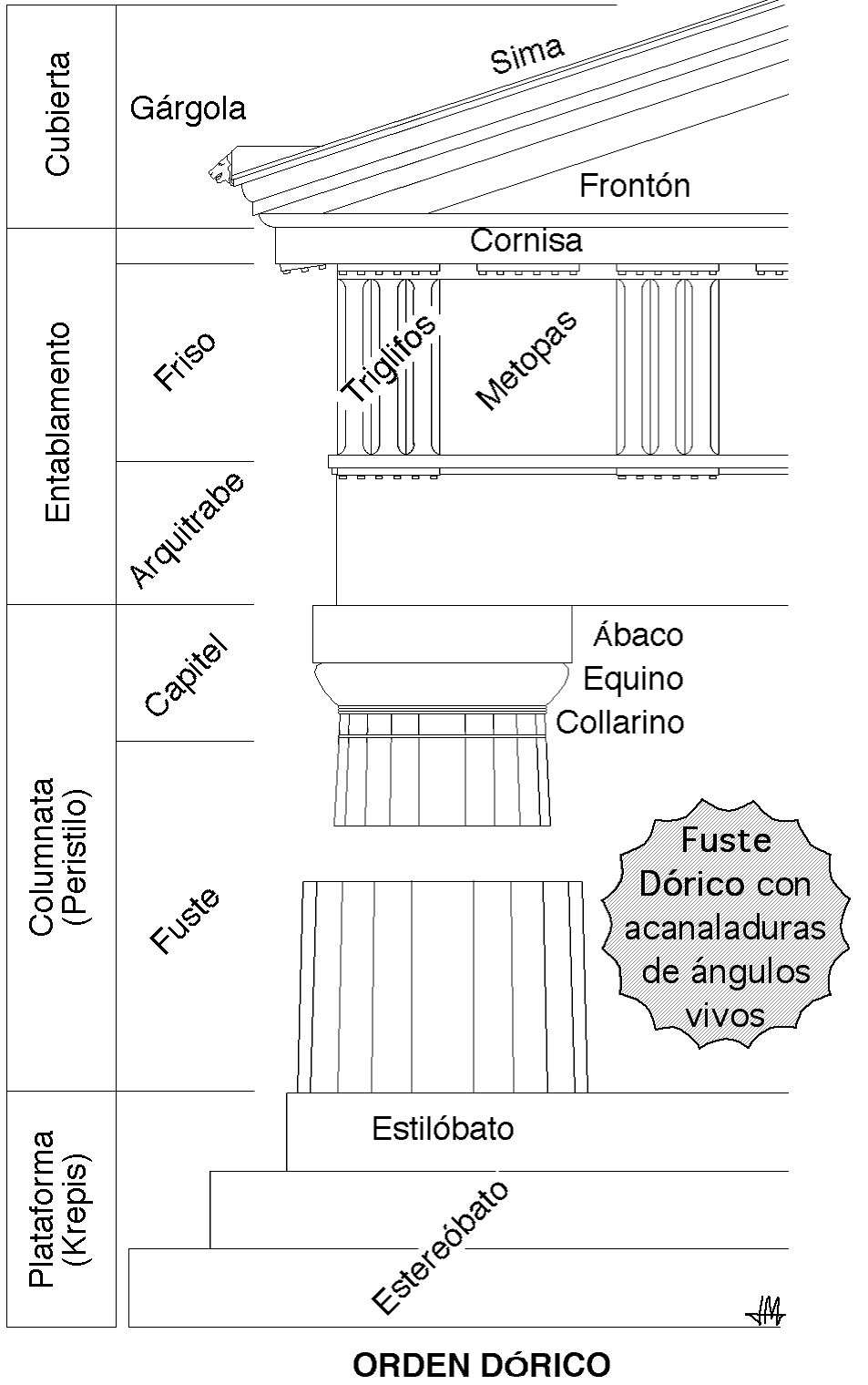
Metopas en el orden dórico.

En la arquitectura clásica, una metopa, palabra proveniente del griego μετόπη (abertura), es un panel o pieza rectangular de piedra, mármol o terracota que ocupa parte del friso de un entablamento dórico de un edificio clásico, situada entre dos triglifos.
Cada metopa estaba decorada con bajorrelieves. Sus temas eran variados y se caracterizaron por el hecho de relatar sucesos históricos o mitológicos. Su función era, sobre todo, decorativa y estaba policromada.

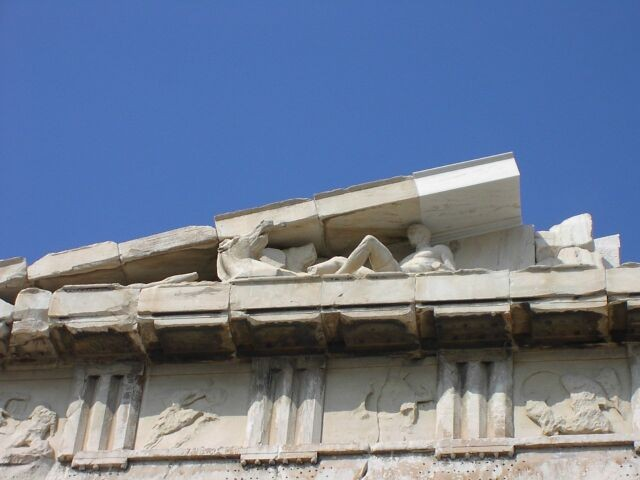
Metopas del Partenón.

## Metopas en el arte románico
Las metopas se han seguido utilizando en otros estilos arquitectónicos. En el arte románico las metopas están dispuestas entre los canecillos, conformando un friso similar al del estilo clásico griego.